# تاریک (مجموعه تلویزیونی)
تاریک یا تاریکی (به انگلیسی: Dark) یک سریال اینترنتی در ژانر علمی تخیلی مهیج است که با همکاری باران بو اودار و یانتیه فریز ساخته شده و در سال ۲۰۱۷ منتشر شد. تاریک از محصولات اورجینال نتفلیکس است و توسط همین شرکت ساخته و توزیع شده است؛ همچنین تاریک اولین سریال نتفلیکس است که به زبان آلمانی و توسط کشور آلمان ساخته شده است. داستان سریال روایت‌گر گم شدن مرموز چند نوجوان است که پوششی بر موضوع اصلی فیلم دارد و وارد بحث‌های مختلفی همچون بحث فضا زمان، نظریهٔ نسبیت عام و به صورت غیر مستقیم بر حادثهٔ چرنوبیل دارد.
فصل اول سریال در ۱۰ قسمت یک ساعته در ۱ دسامبر ۲۰۱۷ توسط نتفلیکس منتشر شد. فصل اول سریال با استقبال بسیار خوب منتقدین و تماشاگران همراه شد. بسیاری از منتقدین این سریال را نسخه آلمانی سریال چیزهای عجیب می‌دانند و معتقدند تاریکی از نظر فضاسازی و قصه پردازی بسیار تحت تأثیر این سریال است. فصل دوم سریال در ۸ قسمت در تاریخ ۲۱ ژوئن ۲۰۱۹ منتشر شد. همچنین در تاریخ ۲۷ ژوئن ۲۰۲۰ سومین فصل از این مجموعه در ۸ قسمت انتشار یافت.

## بازیگران

### بازیگران اصلی
| شخصیت                                             | مرحلهٔ زندگی | توضیحات | بازیگر                | فصل             | فصل             | فصل             |
| شخصیت                                             | مرحلهٔ زندگی | توضیحات | بازیگر                | ۱               | ۲               | ۳               |
| ------------------------------------------------- | ----------- | --- | --------------------- | --------------- | --------------- | --------------- |
| یوناس کانوالد آدام                                | کودک        | پسر میشائیل و هانا | یوناس گرزابک          | Does not appear | Does not appear | مهمان           |
| یوناس کانوالد آدام                                | نوجوان      | یک دانش آموز دبیرستانی که با خودکشی پدرش دست و پنجه نرم می‌کند. علاقه عشق مارتا.                                                                                           | لوئیس هوفمان          | اصلی            | اصلی            | اصلی            |
| یوناس کانوالد آدام                                | بالغ        | یک مسافر زمان، معروف به «غریبه»، پدرِ «ناشناس» | آندریاس پیچمن         | اصلی            | اصلی            | اصلی            |
| یوناس کانوالد آدام                                | پیر         | رهبر «سیک موندوس»، معروف به «آدام» | دیتریش هولیندربویمر   | Does not appear | اصلی            | اصلی            |
| هانا کانوالد                                      | نوجوان      | هانا کروگر، دختر سباستین کروگر، یک دختر جوان پنهانکار | الا لی                | اصلی            | مهمان           | مهمان           |
| هانا کانوالد                                      | بالغ        | مادر یوناس و همسر میشائیل، یک ماساژ درمانگر؛ مادر سیلیا تیدمن | مایا شون              | اصلی            | اصلی            | اصلی            |
| اینس کانوالد                                      | نوجوان      | دختر دنیل | لینا اورزندوفسکی      | تکرارکننده      | Does not appear | مهمان           |
| اینس کانوالد                                      | بالغ        | مادر خوانده میکل، یک پرستار | آن راته-پوله          | اصلی            | اصلی            | مهمان           |
| اینس کانوالد                                      | پیر         | مادربزرگ یوناس (غیر بیولوژیکی) | آنگلا وینکلر          | اصلی            | Does not appear | Does not appear |
| دنیل کانوالد                                      | بالغ        | پدر اینس، رئیس پلیس ویندن | فلوریان پانزنر        | اصلی            | مهمان           | مهمان           |
| مارتا نیلسن حوا                                   | کودک        | دختر اولریش و کاترینا، خواهر مگنوس و میکل | لونا آرون کروگر       | Does not appear | Does not appear | مهمان           |
| مارتا نیلسن حوا                                   | نوجوان      | فرزند وسط اولریش و کاترینا، دوست‌دختر بارتوش و علاقه عشق یوناس | لیزا ویکاری           | اصلی            | اصلی            | اصلی            |
| مارتا نیلسن حوا                                   | بالغ        | یک بازمانده آخرالزمان در یک واقعیت جایگزین، یکی از اعضای «اریت لوکس» (نور خواهد بود)، مادرِ «ناشناس»، معروف به «زن غریبه»                                                  | نینا کرونیگر          | Does not appear | Does not appear | اصلی            |
| مارتا نیلسن حوا                                   | پیر         | رهبر «اریت لوکس» (نور خواهد بود)، معروف به «حوا» | باربارا نوسه          | Does not appear | Does not appear | اصلی            |
| مگنوس نیلسن                                       | نوجوان      | بزرگ‌ترین فرزند اولریش و کاترینا، برادر مارتا و میکل، دوست‌پسر فرانسیسکا | موریتس یان            | اصلی            | اصلی            | اصلی            |
| مگنوس نیلسن                                       | بالغ        | عضوی از «سیک موندوس» | ولفرام کخ             | Does not appear | تکرارکننده      | اصلی            |
| میکل نیلسن/میشائیل کانوالد                        | کودک        | کوچک‌ترین پسر اولریش و کاترینا، برادر مگنوس و مارتا | دان لنارد لیبرنز      | اصلی            | اصلی            | اصلی            |
| میکل نیلسن/میشائیل کانوالد                        | بالغ        | شوهر هانا و پدر یوناس با نام میشائیل کانوالد، هنرمندی که خودکشی می‌کند. | سباستین رودولف        | اصلی            | مهمان           | مهمان           |
| اولریش نیلسن                                      | نوجوان      | پسر ترونته و یانا، برادر مدس | لودگر بوکلمان         | اصلی            | Does not appear | مهمان           |
| اولریش نیلسن                                      | بالغ        | شوهر کاترینا؛ پدر مگنوس، مارتا و میکل؛ افسر پلیس | اولیور مازوچی         | اصلی            | اصلی            | اصلی            |
| اولریش نیلسن                                      | پیر         | بیمار در یک بخش روان‌پزشکی، معروف به «بازرس» | وینفرید گلاتزیدر      | Does not appear | اصلی            | تکرارکننده      |
| کاترینا نیلسن                                     | نوجوانی     | دوست‌دختر اولریش، دانش آموز دبیرستانی | نیله تربس             | اصلی            | مهمان           | تکرارکننده      |
| کاترینا نیلسن                                     | بالغ        | همسر اولریش؛ مادر مگنوس، مارتا و میکل؛ یک مدیر دبیرستان | یوردیس تریبل          | اصلی            | اصلی            | اصلی            |
| ترونته نیلسن                                      | نوجوان      | پسر اگنس و «ناشناس»، به تازگی وارد ویندن شده | جاشیو مارلون          | تکرارکننده      | مهمان           | مهمان           |
| ترونته نیلسن                                      | بالغ        | شوهر یانا؛ پدر اولریش و مدس؛ یک روزنامه‌نگار | فیلیکس کرامر          | اصلی            | Does not appear | مهمان           |
| ترونته نیلسن                                      | پیر         | شوهر یانا؛ پدر اولریش؛ پدربزرگ مگنوس، مارتا و میکل | والتر کرایه           | اصلی            | مهمان           | تکرارکننده      |
| یانا نیلسن                                        | نوجوان      | دختری که با دوستانش اینس و کلودیا بزرگ می‌شود | ریکه زیندلر           | تکرارکننده      | Does not appear | مهمان           |
| یانا نیلسن                                        | بالغ        | همسر ترونته؛ مادر اولریش و مدس | آنه لیبنسکی           | اصلی            | Does not appear | مهمان           |
| یانا نیلسن                                        | پیر         | همسر ترونته؛ مادر اولریش؛ مادربزرگ مگنوس، مارتا و میکل | تاتیا زایبت           | اصلی            | مهمان           | Does not appear |
| هلنا آلبرس                                        | کودک        | یک دختر جوان باردار | ماریلا اومان          | Does not appear | Does not appear | مهمان           |
| هلنا آلبرس                                        | بالغ        | مادر بدسرپرست کاترینا؛ یک پرستار روان‌پزشکی | کاترینا اسپیرینگ      | Does not appear | مهمان           | اصلی            |
| اگنس نیلسن                                        | کودک        | دختر بارتوش و سیلیا؛ خواهر کوچکتر نوآه | هلنا پیسکه            | Does not appear | مهمان           | Does not appear |
| اگنس نیلسن                                        | بالغ        | مادر ترونته، تازه به ویندن بازگشته است | آنتیه تراوه           | اصلی            | تکرارکننده      | تکرارکننده      |
| فرانسیسکا داپلر                                   | نوجوان      | دختر پیتر و شارلوت، خواهر بزرگتر الیزابت، علاقه عشق مگنوس نیلسن | جینا آلیس اشتیبتز     | اصلی            | اصلی            | اصلی            |
| فرانسیسکا داپلر                                   | بالغ        | عضوی از «سیک موندوس» | کارینا ویزه           | Does not appear | اصلی            | اصلی            |
| الیزابت داپلر                                     | کودک        | دختر ناشنوای پیتر و شارلوت، خواهر کوچکتر فرانسیسکا | کارلوتا فون فالکنهاین | اصلی            | اصلی            | اصلی            |
| الیزابت داپلر                                     | بالغ        | مادر شارلوت، رهبر بازماندگان آخرالزمان ویندن | ساندرا بورگمن         | Does not appear | اصلی            | اصلی            |
| پیتر داپلر                                        | نوجوان      | پسر هلگه که پس از مرگ مادرش (اولا) به ویندن سفر کرد | پابلو استریبک         | Does not appear | Does not appear | مهمان           |
| پیتر داپلر                                        | بالغ        | شوهر شارلوت؛ پدر فرانسیسکا و الیزابت؛ روان‌شناس یوناس | استفان کمپورث         | اصلی            | اصلی            | اصلی            |
| شارلوت داپلر                                      | نوجوان      | دختر هانو و الیزابت، دختری یتیم که توسط سرپرستش اچ.جی. تانهاوس بزرگ شده است                                                                                               | استفانی آمارل         | اصلی            | Does not appear | مهمان           |
| شارلوت داپلر                                      | بالغ        | همسر پیتر؛ مادر فرانسیسکا و الیزابت؛ رئیس پلیس ویندن | کارولینه ایخورن       | اصلی            | اصلی            | اصلی            |
| هلگه داپلر                                        | کودک        | پسر برند و گرتا | تام فیلیپ             | اصلی            | تکرارکننده      | تکرارکننده      |
| هلگه داپلر                                        | بالغ        | پدر پیتر، نگهبان نیروگاه | پیتر اشنایدر          | اصلی            | تکرارکننده      | مهمان           |
| هلگه داپلر                                        | پیر         | بیمار در بخش روان‌پزشکی | هرمان بایر            | اصلی            | Does not appear | اصلی            |
| برند داپلر                                        | بالغ        | شوهر گرتا؛ پدر هلگه، بنیانگذار نیروگاه | آناتولی تاوبمان       | اصلی            | Does not appear | مهمان           |
| برند داپلر                                        | پیر         | پدر هلگه، مدیر سابق نیروگاه | میشائیل مندل          | تکرارکننده      | مهمان           | مهمان           |
| گرتا داپلر                                        | بالغ        | همسر برند، مادر هلگه | کوردیلیا ویگه         | اصلی            | تکرارکننده      | مهمان           |
| اچ.جی. تانهاوس                                    | بالغ        | یک ساعت‌ساز | آرند کلاویتر          | اصلی            | مهمان           | تکرارکننده      |
| اچ.جی. تانهاوس                                    | پیر         | سرپرست شارلوت، ساعت‌ساز، مدرس فیزیک نظری و نویسنده کتاب سفری در زمان | کریستین استایر        | اصلی            | مهمان           | اصلی            |
| بارتوش تیدمن                                      | نوجوان      | پسر رگینا و الکساندر، بهترین دوست یوناس و دوست‌پسر مارتا | پال لوکس              | اصلی            | اصلی            | اصلی            |
| بارتوش تیدمن                                      | بالغ        | پدر نوآه و اگنس؛ یکی از اعضای سیک موندوس | رومن کنیزکا           | Does not appear | مهمان           | تکرارکننده      |
| رگینا تیدمن                                       | نوجوان      | دختر کلودیا و برند | لودیا ماریا ماکریدس   | اصلی            | اصلی            | مهمان           |
| رگینا تیدمن                                       | بالغ        | همسر الکساندر، مادر بارتوش، مدیر هتل | دبورا کافمن           | اصلی            | اصلی            | اصلی            |
| الکساندر تیدمن (بوریس نیوالد، سپس الکساندر کوهلر) | نوجوان      | مرد جوانی از گیسن، نام تولد بوریس نیوالد، با فرض هویت قربانی (الکساندر کوهلر) یک بانکی که در آن شرکت داشته است.                                                           | بلا گابور لنز         | مهمان           | مهمان           | مهمان           |
| الکساندر تیدمن (بوریس نیوالد، سپس الکساندر کوهلر) | بالغ        | شوهر رگینا، پدر بارتوش و مدیر نیروگاه | پیتر بندیکت           | اصلی            | اصلی            | اصلی            |
| کلودیا تیدمن                                      | کودک        | دختر ایگون و دوریس، مربی هلگه | وندولین گوبل          | اصلی            | مهمان           | مهمان           |
| کلودیا تیدمن                                      | بالغ        | مادر رگینا، مدیر نیروگاه | یولیکا جنکینس         | اصلی            | اصلی            | اصلی            |
| کلودیا تیدمن                                      | پیر         | راهنمای یوناس و نوآه؛ یک مسافر زمان | لیزا کرویتزر          | تکرارکننده      | اصلی            | تکرارکننده      |
| ایگون تیدمن                                       | بالغ        | شوهر دوریس؛ پدر کلودیا و سیلیا، افسر پلیس | سباستین هالک          | اصلی            | تکرارکننده      | تکرارکننده      |
| ایگون تیدمن                                       | پیر         | پدر کلودیا و سیلیا، یک بازرس ارشد پلیس که به بازنشستگی نزدیک می‌شود | کریستین پتزولد        | اصلی            | اصلی            | تکرارکننده      |
| دوریس تیدمن                                       | بالغ        | مادر کلودیا و همسر ایگون | لوئیز هایر            | اصلی            | مهمان           | مهمان           |
| نوآه (هانو تاوبر)                                 | کودک        | پسر بارتوش و سیلیا | تیل پاتس              | Does not appear | Does not appear | مهمان           |
| نوآه (هانو تاوبر)                                 | نوجوان      | پسر بارتوش و سیلیا، برادر بزرگتر اگنس، یکی از همکاران سیک موندوس | مکس شیملپفنیگ         | Does not appear | اصلی            | اصلی            |
| نوآه (هانو تاوبر)                                 | بالغ        | پدر بیولوژیکی شارلوت؛ یک کشیش و عضو سیک موندوس | مارک واشکه            | اصلی            | اصلی            | اصلی            |
| سیلیا تیدمن                                       | کودک        | دختر هانا و ایگون، خواهر ناتنی یوناس و کلودیا | آئورا درویسی          | Does not appear | Does not appear | مهمان           |
| سیلیا تیدمن                                       | نوجوان      | مترجم الیزابت، معروف به «دختری از آینده» | لیا فان آکن           | مهمان           | اصلی            | اصلی            |
| سیلیا تیدمن                                       | بالغ        | مادر نوآه و اگنس | لیسی پرنتالر          | Does not appear | Does not appear | مهمان           |
| ناشناس                                            | کودک        | پسر یوناس و مارتا؛ یکی از اعضای اریت لوکس، که منشأ اختلالات در زمان است. سه ناشناس با هم کار می‌کنند تا اطمینان حاصل کنند که آخرالزمان در هر دو دنیای آدام و حوا رخ می‌دهد. | کلود هاینریش          | Does not appear | Does not appear | اصلی            |
| ناشناس                                            | بالغ        | پسر یوناس و مارتا؛ یکی از اعضای اریت لوکس، که منشأ اختلالات در زمان است. سه ناشناس با هم کار می‌کنند تا اطمینان حاصل کنند که آخرالزمان در هر دو دنیای آدام و حوا رخ می‌دهد. | یاکوب دیهل            | Does not appear | Does not appear | اصلی            |
| ناشناس                                            | پیر         | پسر یوناس و مارتا؛ یکی از اعضای اریت لوکس، که منشأ اختلالات در زمان است. سه ناشناس با هم کار می‌کنند تا اطمینان حاصل کنند که آخرالزمان در هر دو دنیای آدام و حوا رخ می‌دهد. | هانس دیهل             | Does not appear | Does not appear | اصلی            |
| دبلیو. کلاوزن                                     | بالغ        | یک بازرس پلیس برای تحقیق در مورد افراد گمشده سال ۲۰۱۹ به ویندن فراخوانده شد. برادر الکساندر کوهلر واقعی، که هویت او توسط بوریس نیوالد، اکنون الکساندر تیدمن، فرض شده بود. | سیلوستر گروت          | Does not appear | اصلی            | Does not appear |

### بازیگران دوره‌ای
- ینیفر آنتونی[۷] در نقش اولا اوبندورف، مادر اریک اوبندورف در سال ۲۰۱۹ (فصل ۱)
- نیلز برونکهورست[۸] در نقش معلم علوم دبیرستان در سال ۲۰۱۹ (فصول ۱، ۳)
- لینا دوری[۹] در نقش کلارا اشخاگه، پرستاری مراقب هلگه داپلر در سال ۲۰۱۹ (فصل ۱)
- تارا فیشر[۱۰] در نقش دوست کاترینا در ۱۹۸۶–۱۹۸۷ (فصول ۱–۳)
- لئوپالد هارنونگ[۱۱] در نقش توربن وولر، یک افسر پلیس جوان در ۲۰۱۹–۲۰۲۰، برادر بنی/برنادت (فصول ۱–۳)
- تام یان[۱۲] در نقش یورگن اوبندورف، پدر اریک اوبندورف در ۲۰۱۹–۲۰۲۰ (فصول ۱–۳)
- آنا کونیش[۱۳] در نقش ادا هایمن، یک آسیب‌شناس در ۲۰۱۹ (فصول ۱، ۳)
- ویکو موکه[۱۴] در نقش یازین فریز، دوست الیزابت داپلر در ۲۰۱۹ (فصل ۱)
- هنینگ پکر[۱۵] در نقش اودو مایر، یک آسیب‌شناس در ۱۹۵۳–۱۹۵۴ (فصول ۱–۲)
- باربارا فیلیپ[۱۶] در نقش سلما ارنس، یک کارمند پرونده در ۱۹۸۶ (فصل ۱)
- پال رادوم[۱۷] در نقش اریک اوبندورف، یک نوجوان فروشنده مواد مخدر ناپدید شده در ۲۰۱۹ (فصل ۱)
- آنتون رابتسوف[۱۸] در نقش بنی/برنادت، یک فاحشه تراجنسیتی در ۲۰۱۹–۲۰۲۰، خواهر توربن (فصول ۱–۳)
- سامی شوریتزل[۱۹] در نقش کیلیان اوبندورف، برادر اریک اوبندورف و همکلاسی مارتا و بارتوش در دنیای جایگزین ۲۰۱۹ (فصول ۱، ۳)
- آنا شوئنبرگ[۲۰] در نقش دوناتا کراوس، یک پرستار و همکار اینس کانوالد در ۱۹۸۶ (فصل ۱)
- آندریاس شرودرز[۲۱] در نقش یک کارگر نیروگاه در ۲۰۲۰ (فصل ۲)
- میکه شیمورا[۲۲] در نقش یوستینا یانکوفسکی، یک افسر پلیس جوان در ۲۰۱۹–۲۰۲۰ (فصول ۱–۳)
- اکسل ورنر[۲۳] در نقش گوستاو تانهاوس، پدربزرگ اچ.جی. تانهاوس و یک صنعتگر شیفته سفر در زمان (فصل ۳)
- لیا ویلکوفسکی[۲۴] در نقش جازمین تروئن، منشی کلودیا تیدمن در ۱۹۸۶–۱۹۸۷ (فصول ۱–۳)
- رولاند ولف[۲۵] در نقش یک افسر پلیس و همکار ایگون تیدمن در ۱۹۵۳–۱۹۵۴ (فصول ۱–۲)

## قسمت‌ها
| فصل | قسمت‌ها | قسمت‌ها | تاریخ اصلی پخش | تاریخ اصلی پخش |
| --- | ------ | ------ | -------------- | -------------- |
| ۱   | ۱۰     | ۱۰     | ۱ دسامبر ۲۰۱۷  | ۱ دسامبر ۲۰۱۷  |
| ۲   | ۸      | ۸      | ۲۱ ژوئن ۲۰۱۹   | ۲۱ ژوئن ۲۰۱۹   |
| ۳   | ۸      | ۸      | ۲۷ ژوئن ۲۰۲۰   | ۲۷ ژوئن ۲۰۲۰   |

### فصل ۱ (۲۰۱۷)
| شم. کلی | شم. در فصل | عنوان                                                           | کارگردان       | نویسنده                     | تاریخ پخش اصلی |
| --- | ---------- | --------------------------------------------------------------- | -------------- | --------------------------- | -------------- |
| ۱ | ۱          | «رازها» "Geheimnisse"                                           | باران بو اودار | یانتیه فریز وباران بو اودار | ۱ دسامبر ۲۰۱۷  |
| در مه سال ۲۰۱۹، میشائیل کانوالد ۴۳ ساله مرتکب خودکشی می‌شود، اما مادرش اینس قبل از اینکه دیگران متوجه آن شوند، نامه خودکشی او را پنهان می‌کند. در تاریخ ۴ نوامبر، پسر نوجوان میشائیل، یوناس، پس از ماه‌ها معالجه در یک مرکز روان‌پزشکی، به مدرسه برمی‌گردد و با بهترین دوست خود بارتوش تیدمن، که هم‌اکنون با عشق یوناس، مارتا، قرار می‌گذارد، دیدار می‌کند. اریک اوبندورف، تأمین کننده اصلی ماری جوانا دبیرستان، دو هفته است که مفقود شده است، و افسر پلیس اولریش نیلسن - پدر مارتا و برادرانش، مگنوس و میکل - به تحقیقات ادامه می‌دهد. در همین حال، اولریش با هانا، مادر یوناس، به همسرش خیانت می‌کند. یوناس، بارتوش و سه بچه نیلسن در حالی که در جستجوی مواد مخدر اریک در غاری نه چندان دور از نیروگاه هسته‌ای در شهر هستند، با صداهای عجیب مواجه می‌شوند و میکل ناپدید می‌شود. روز بعد جسد پسری جوان کشف می‌شود اما میکل نیست. در یک مکان ناشناخته، اریک به صندلی تسمه‌ای با قلاب بسته است. |            |                                                                 |                |                             |                |
| ۲ | ۲          | «دروغ‌ها» "Lügen"                                                | باران بو اودار | یانتیه فریز و Ronny Schalk  | ۱ دسامبر ۲۰۱۷  |
| ناپدید شدن میشائیل خاطرات اولریش را از سال ۱۹۸۶ به یاد می‌آورد که برادر کوچکترش، مدس ناپدید شد، و اولریش اعتقاد دارد که ناپدید شدن اریک، میکل و بدن پسر سوم به هم مربوط می‌شود. وی در حالی که در جستجوی درون غارها است، دری قفل شده‌ای را پیدا می‌کند که به نیروگاه هسته‌ای مجاور منتهی می‌شود و اگرچه درخواست اولریش برای ورود به نیروگاه توسط مدیر آن الکساندر تیدمن، پدر بارتوش، امکان‌پذیر نیست. راننده نیروگاه، از فهرست مظنونین رئیس پلیس، شارلوت داپلر مطلع شده است که جسد پسر، لباس‌های دهه ۱۹۸۰ پوشیده است، تنها ۱۶ ساعت از فوتش گذشته است و گوش‌های وی در اثر فشار شدید از بین رفت. بعداً، هنگامی که چراغها شروع به خاموش روشن شدن می‌کنند و پرندگان مرده از آسمان روی زمین می‌افتد، شارلوت بیشتر نگران می‌شود. در همین حال، یک غریبه به هتلی که متعلق به مادر بارتوش مادر رگینا است می‌رود. مادر اولریش، یانا، به اولریش دروغ می‌گوید و ادعا می‌کند که همسرش ترونته در شب ناپدید شدن میکل، با او بوده است، در حالی که می‌داند که خانه خود را ترک کرده است. در سپیده دم، میکل آشفته در غار بیدار می‌شود و به خانه می‌رود، تاریخ بیدار شدنش: ۵ نوامبر ۱۹۸۶. |            |                                                                 |                |                             |                |
| ۳ | ۳          | «گذشته و حال» "Gestern und Heute"                               | باران بو اودار | یانتیه فریز و Marc O. Seng  | ۱ دسامبر ۲۰۱۷  |
| در سال ۱۹۸۶، چهار هفته پس از ناپدید شدن مدس نیلسن، میکل ناامید را افسر پلیس ایگون تیدمن پیدا می‌کند، در حالی که او به اولریش جوان بخاطر ضرب و شتم میکل مظنون است. میکل توسط پرستار اینس کانوالد به بیمارستان برده می‌شود و اعتماد او را جلب می‌کند. در نیروگاه هسته ای، کلودیا تیدمن، مدیر جدید منتخب، دختر ایگون و مادر رگینا، با مدیر قبلی خود برند داپلر، که بشکه‌های پنهان شده در غارهای اطراف را از او مخفی نگه داشته درگیر می‌شود. فرزند برند، نگهبان هلگه، به کلودیا کتاب سفر در زمان را می‌دهد (نویسنده: اچ.جی. تانهاوس). در همین حال، با رفتن برق شهر، شارلوت نوجوان تحقیق در مورد مرگ پرندگان متعدد را آغاز می‌کند. هانا دختر خجالتی روی اولریش کراش دارد و رگینا مورد ضرب و شتم قرار می‌گیرد و به خود آسیب می‌زند. گله گوسفندانی که در اثر ایست قلبی با پارگی گوش‌هایشان مرده پیدا می‌شوند، و در یک مکان نامعلوم، مردی که با دستگاه برنجی با ساعت‌های تعمیری محاصره شده است. میکل از بیمارستان دزدکی حرکت می‌کند و به غار بازمی‌گردد. او پس از مجروح شدن، درخواست کمک می‌کند. در سال ۲۰۱۹، اولریش نیز با بازگشت به غار، تماس‌های ضعیف او را می‌شنود اما آنها قادر به دیدن یکدیگر نیستند. |            |                                                                 |                |                             |                |
| ۴ | ۴          | «زندگی دوگانه» "Doppelleben"                                    | باران بو اودار | Martin Behnke و یانتیه فریز | ۱ دسامبر ۲۰۱۷  |
| در سال ۲۰۱۹، یوناس نقشه‌ها و یادداشت‌های مربوط به غارها را در گاراژ خانه خود پیدا می‌کند، در حالی که شارلوت سعی می‌کند ارتباطی بین پسران ناپدید شده و پرندگان مرده پیدا کند، که - دقیقاً مثل پسرک مرده - گوش‌های پاره شده دارند. پرندگان همچنین علائم مشابهی با پرندگانی که پس از فاجعه چرنوبیل پیدا شده‌اند دارند، و شارلوت به ارتباط با وقایع ویندن در ۱۹۸۶ مظنون است. او شواهدی پیدا می‌کند که پیتر در حالی که شب ناپدید شدن میکل در حال رانندگی کردن بوده است، با اینکه ادعا می‌کرد اینطور نیست. دختر بزرگتر آنها، فرانسیسکا، برای مگنوس نیلسن اعتراف می‌کند که به دلیل ازدواج خراب والدینش قصد دارد ویندن را ترک کند و آنها در آخر رابطه جنسی برقرار می‌کنند. خواهر کوچکتر فرانسیسکا، الیزابت، حین بازگشت از مدرسه ناشنوایان گم می‌شود، اما در نهایت به خانه بازمی‌گردد و توضیح می‌دهد که با مردی اسرارآمیز، نوآه، ملاقات کرده است که یک ساعت را به او داده و ادعا کرده که متعلق به شارلوت است. در همین حال، هلگه (هلگه، نسخه آینده که از همکاری با نوآه به شدت پشیمان است)، و مبتلا به زوال عقل است، در حال پرسه زدن در جنگل پیدا شده است و ادعا می‌کند که «او باید نوآه را متوقف کند». صبح روز بعد، چهره‌ای سرخدار به دوست الیزابت، یازین نزدیک می‌شود و به او می‌گوید که نوآه او را فرستاده است.                                       |            |                                                                 |                |                             |                |
| ۵ | ۵          | «حقایق» "Wahrheiten"                                            | باران بو اودار | Martin Behnke و یانتیه فریز | ۱ دسامبر ۲۰۱۷  |
| در سال ۱۹۸۶، میکل پس از شکسته شدن پایش در غار، در بیمارستان است و یک کشیش از او ملاقات می‌کند: نوآه. هانا پس از دیدن اولریش و کاترینا در رابطه جنسی، به‌طور دروغین به پلیس می‌گوید که او را در حال تجاوز جنسی اولریش به کاتارینا دیده، و اولریش دستگیر شده است. در سال ۲۰۱۹ با ناپدید شدن یازین، وحشت شروع به گسترش می‌کند و شارلوت پیتر را به دست داشتن در ناپدید شدن پسران متهم می‌کند. هانا می‌خواهد روابط خود را با اولریش از سر بگیرد، اما او با عصبانیت مخالفت می‌کند. در هتل، غریبه به رگینا می‌گوید بسته‌ای را به یوناس تحویل دهد در حالی که چند روزی آنجا است. کنار قبر میشائیل پدر یوناس، غریبه به یوناس نزدیک می‌شود و به او می‌گوید پدرش یک بار جان او را نجات داده است. بارتوش با تهیه‌کننده مواد مخدر اریک اوبندورف ملاقات می‌کند، که مشخص می‌شود همان کشیشی است که ۳۳ سال قبل از میکل بازدید کرده است. بعداً، یوناس بسته عجیبی را دریافت می‌کند، که شامل یک چراغ، شمارشگر گایگر و نامه خودکشی میشائیل است. در نامه پدر یوناس توضیح می‌دهد که در ۴ نوامبر ۲۰۱۹، او به سال ۱۹۸۶ بازگشته، جایی که مانده و بزرگ شد، توسط اینس بزرگ شد و سرانجام با هانا ازدواج کرده. بدین ترتیب میکل نیلسن میشائیل کانووالد شد. |            |                                                                 |                |                             |                |
| ۶ | ۶          | «بدین ترتیب جهان آفریده شد» "Sic Mundus Creatus Est"            | باران بو اودار | یانتیه فریز و Ronny Schalk  | ۱ دسامبر ۲۰۱۷  |
| در سال ۲۰۱۹، خانواده میکل تلاش می‌کند که در مقابل یکدیگر قرار نگیرند، رگینا می‌فهمد که او سرطان سینه دارد و اولریش می‌فهمد که پدرش در زمان ناپدید شدن مدس با کلودیا رابطه برقرار کرده بود. اولریش می‌فهمد که رگینا آخرین کسی بوده که در سال ۱۹۸۶ مدس را دیده، همچنین او بفهمد که هانا کسی بود که او را برای تجاوز به شاهد بوده است. اولریش سرانجام در سردخانه متوجه می‌شود که پسر مرده مدس است و از ۳۳ سال پیش پیر نشده است. در همین حال، یوناس نمی‌تواند در مورد نامه خودکشی به مادرش بگوید اما او با یادداشت‌های پدرش و تجهیزات موجود از بسته ارسال شده توسط غریبه وارد غار می‌شود. درون غار، او دری با یک عبارت لاتین، Sic mundus creatus est (بدین ترتیب جهان آفریده شد) را پیدا می‌کند، و پس از خزیدن به طرف دیگر، متوجه کاغذهایی می‌شود که برای مدس نیلسن مفقود شده به دیوار زده شده. هانا ۱۴ ساله و پدرش سباستین سوار بر ماشین به یوناس در مورد باران اسیدی که از فاجعه اخیر چرنوبیل می‌بارد به وی هشدار می‌دهند. |            |                                                                 |                |                             |                |
| ۷ | ۷          | «تقاطع» "Kreuzwege"                                             | باران بو اودار | یانتیه فریز و Marc O. Seng  | ۱ دسامبر ۲۰۱۷  |
| در سال ۲۰۱۹، سرانجام پلیس اجازه ورود به نیروگاه را می‌دهد و شارلوت درب بسته جوش داده شده را در غارها می‌یابد. در همین حال، اولریش یادداشتهای سال ۱۹۸۶ ایگون را پیدا می‌کند، هلگه را مظنون می‌کند و وی را در خانه سالمندان می‌یابد. هلگه، ادعا می‌کند که می‌تواند گذشته و آینده را تغییر دهد. اولریش از کار معلق است و کاترینا با او در رابطه با امورش صحبت می‌کند. شارلوت کشف می‌کند که سیستم غار زیر یک انباری قدیمی متعلق به هلگه می‌رود و بعداً او از طریق اولریش پیام صوتی دریافت می‌کند و اظهار می‌دارد که هلگه آدم رباینده است، اما سؤال این نیست که «چگونه» او این کار را انجام می‌دهد، بلکه «چه زمانی». در اواخر شب، هلگه خانه سالمندان را ترک می‌کند، و به دنبال آن اولریش، که کتابی را از اتاق هلگه آورده است: Eine Reise durch die Zeit «سفری در زمان» نویسنده: اچ.جی. تانهاوس. در سال ۱۹۸۶، هلگه، که شب مفقود شدن مدس در کارخانه کار می‌کند، توسط ایگون دربارهٔ محل زندگی وی سؤال می‌شود. غریبه به یوناس هشدار می‌دهد که بردن میکل به خانه باعث می‌شود که یوناس هرگز به دنیا نیاید. کاترینا تلاش کرد تا ایگون را متقاعد کند که اولریش هرگز به او تجاوز نکرده است، و هلگه و نوآه آماده می‌شوند که جنازه یازین را از یک انباری منتقل کنند.                                                                                              |            |                                                                 |                |                             |                |
| ۸ | ۸          | «هر چه کنی کشت، همان بدروی!» "Was man sät, das wird man ernten" | باران بو اودار | Martin Behnke و یانتیه فریز | ۱ دسامبر ۲۰۱۷  |
| در سال ۱۹۵۳، پرندگان شروع به مردن می‌کنند و اجساد ناشناس اریک و یازین کشف می‌شوند. رئیس پلیس دنیل کانوالد و افسر ایگون تیدمن دربارهٔ لباس عجیب و غریب پسران درگیر هستند. اولریش از سال ۲۰۱۹ به ۱۹۵۳ می‌آید و با چند فرد محلی از جمله اگنس نیلسن تازه‌وارد و پسرش ترونته که قصد اجاره یک اتاق در خانه تیدمن را دارند، ملاقات می‌کند او همچنین با یک ساعت‌ساز به نام اچ.جی. تانهاوس، ملاقات می‌کند. اولریش هنگامی که به هلگه ۹ ساله معرفی شد، متوجه می‌شود که با کشته شدن او جان پسران را نجات می‌دهد. او هلگه را کتک می‌زند و او را برای مردن در انباری رها می‌کند. بعداً، تانهاوس تلفن هوشمند اولریش را پیدا می‌کند. در سال ۱۹۸۶، غریبه با یک تانهاوس سالخورده ملاقات می‌کند، که نظریه خود را در مورد سفر در زمان از طریق کرم‌چاله‌ها به اشتراک می‌گذارد. غریبه تئوری‌های خود را تأیید می‌کند و اظهار می‌دارد که چنین کرم چاله‌ای که به مردم اجازه می‌دهد ۳۳ سال به گذشته یا آینده سفر کنند در ویندن وجود دارد. او از تانهاوس می‌خواهد دستگاه برنجی شکسته شده خود را تعمیر کند تا بتواند کرم چاله را از بین ببرد. تانهاوس بعداً نسخه جدیدتری از این دستگاه را می‌سازد و آنها را در کنار هم بررسی می‌کند. |            |                                                                 |                |                             |                |
| ۹ | ۹          | «همه چیز همین اکنون است» "Alles ist Jetzt"                      | باران بو اودار | یانتیه فریز و Marc O. Seng  | ۱ دسامبر ۲۰۱۷  |
| در سال ۱۹۸۶، اولریش از اتهامات تجاوز جنسی مبری شد و هانا مخفیانه کشف می‌کند که یک جوان تازه‌وارد، که خود را الکساندر کوهلر صدا می‌کند، تحت هویت کاذب زندگی می‌کند. کلودیا با سگ خود گرچن روبرو می‌شود که در سال ۱۹۵۳ ناپدید شد و شروع به خواندن کتاب تانهاوس می‌کند. هنگامی که برند تصدیق کرد که بشکه‌های پنهان حاوی فراورده‌های جانبی از یک ذوب کوچک هستند، کلودیا الکساندر را استخدام می‌کند تا به طرز مخفیانه‌ای درهای آهنین را جوش بدهد. نوآه در گفتگو با هلگه (نشان می‌دهد که پسران ربوده شده در اثر تلاش نوآه برای ایجاد سفر در زمان مردند) نوآه رسالت خود را برای آزادسازی بشریت اعلام کرد، و خود را به هیچ تشبیه کرد. در سال ۲۰۱۹، هانا از اطلاعات خود در مورد گذشته الکساندر استفاده می‌کند تا وی را برای از بین بردن زندگی اولریش تهدید کند، در حالی که رگینا تحقیقات غریبه را کشف می‌کند. بارتوش به کلودیا نزدیک می‌شود، مادربزرگی که تصور می‌شد مرده است. بعداً، بارتوش با نوآه ملاقات می‌کند و موافقت می‌کند که به او بپیوندید. در سال ۱۹۵۳، هلگه گمشده گزارش شده است، و نوآه - با ظاهر همان سنی که در سالهای ۱۹۸۶ و ۲۰۱۹ وجود دارد - از حمایت معنوی به مادر هلگه، گرتا، صحبت می‌کند. اولریش دستگیر شده و به قتل هلگه اعتراف می‌کند. کلودیا با نقشه‌های دستگاه برنجی وارد فروشگاه تانهاوس می‌شود و از وی می‌خواهد آن را برای او بسازد. |            |                                                                 |                |                             |                |
| ۱۰ | ۱۰         | «آلفا و امگا» "Alpha und Omega"                                 | باران بو اودار | یانتیه فریز و Ronny Schalk  | ۱ دسامبر ۲۰۱۷  |
| در طول شب ناپدید شدن میکل، پیتر هنگام ناگهان ظاهر شدن بدن مدس، به تنهایی به کابین هلگه می‌رود. او ترونته را به داخل کابین صدا می‌کند و کلودیا وارد می‌شود و به آنها می‌گوید جنازه را منتقل کنند. در سال ۱۹۸۶، نوآه و هلگه یوناس را ربودند. همچنین با بازگشت به سال ۱۹۸۶، هلگه سالخورده نیز بعداً کشته می‌شود در حالی که می‌کوشد با تصادف ماشین خودش به ماشین خود جوانش، جوانی خود را متوقف کند. یوناس در پناهگاه بیدار می‌شود، همراه با غریبه، که خود را یوناس بالغ معرفی می‌کند و برای از بین بردن کرم چاله با استفاده از دستگاه برنجی، که تانهاوس آن را ساخته تلاش می‌کند. در سال ۲۰۱۹، شارلوت مقاله ۱۹۵۳ را در مورد آدم‌ربایی هلگه، از جمله عکسی از اولریش می‌یابد. نوآه به بارتوش می‌گوید که کلودیا اصلی‌ترین دشمن آنها است و یوناس بزرگتر ناخواسته قصد دارد کرم‌چاله را «ایجاد» کند. در سال ۱۹۵۳، هلگه ۹ ساله به محض ظاهر شدن کرم چاله، هوشیاری خود را به دست می‌آورد و او را در سال ۱۹۸۶ به یوناس متصل می‌کند. همان‌طور که به یکدیگر نزدیک می‌شوند، هلگه به ۱۹۸۶ منتقل می‌شود، در حالی که یوناس در ویندن پس از آخرالزمانی ۲۰۵۲ بیدار می‌شود، دستگیر شدن توسط دختری مسلح. |            |                                                                 |                |                             |                |

### فصل ۲ (۲۰۱۹)
| شم. کلی | شم. در فصل | عنوان                                  | کارگردان       | نویسنده                      | تاریخ پخش اصلی |
| ------- | ---------- | -------------------------------------- | -------------- | ---------------------------- | -------------- |
| ۱۱      | ۱          | «آغاز و پایان» "Anfänge und Enden"     | باران بو اودار | یانتیه فریز و Daphne Ferraro | ۲۱ ژوئن ۲۰۱۹   |
| ۱۲      | ۲          | «مادهٔ تاریک» "Dunkle Materie"          | باران بو اودار | یانتیه فریز و Ronny Schalk   | ۲۱ ژوئن ۲۰۱۹   |
| ۱۳      | ۳          | «ارواح» "Gespenster"                   | باران بو اودار | یانتیه فریز و Marc O. Seng   | ۲۱ ژوئن ۲۰۱۹   |
| ۱۴      | ۴          | «مسافران» "Die Reisenden"              | باران بو اودار | یانتیه فریز و Martin Behnke  | ۲۱ ژوئن ۲۰۱۹   |
| ۱۵      | ۵          | «پیدا و پنهان» "Vom Suchen und Finden" | باران بو اودار | یانتیه فریز و Ronny Schalk   | ۲۱ ژوئن ۲۰۱۹   |
| ۱۶      | ۶          | «چرخهٔ بی‌پایان» "Ein unendlicher Kreis" | باران بو اودار | یانتیه فریز و Martin Behnke  | ۲۱ ژوئن ۲۰۱۹   |
| ۱۷      | ۷          | «شیطان سفید» "Der weiße Teufel"        | باران بو اودار | یانتیه فریز و Marc O. Seng   | ۲۱ ژوئن ۲۰۱۹   |
| ۱۸      | ۸          | «پایان و آغاز» "Enden und Anfänge"     | باران بو اودار | یانتیه فریز و Daphne Ferraro | ۲۱ ژوئن ۲۰۱۹   |

### فصل ۳ (۲۰۲۰)
| شم. کلی | شم. در فصل | عنوان                                 | کارگردان       | نویسنده                    | تاریخ پخش اصلی |
| ------- | ---------- | ------------------------------------- | -------------- | -------------------------- | -------------- |
| ۱۹      | ۱          | «آشناپنداری (دژاوو)» "Deja-vu"        | باران بو اودار | یانتیه فریز                | ۲۷ ژوئن ۲۰۲۰   |
| ۲۰      | ۲          | «بازماندگان» "Die Überlebenden"       | باران بو اودار | یانتیه فریز و Marc O. Seng | ۲۷ ژوئن ۲۰۲۰   |
| ۲۱      | ۳          | «آدم و حوا» "Adam und Eva"            | باران بو اودار | یانتیه فریز                | ۲۷ ژوئن ۲۰۲۰   |
| ۲۲      | ۴          | «خاستگاه» "Der Ursprung"              | باران بو اودار | یانتیه فریز                | ۲۷ ژوئن ۲۰۲۰   |
| ۲۳      | ۵          | «زندگی و مرگ» "Leben und Tod"         | باران بو اودار | یانتیه فریز                | ۲۷ ژوئن ۲۰۲۰   |
| ۲۴      | ۶          | «روشنایی و سایه» "Licht und Schatten" | باران بو اودار | یانتیه فریز و Marc O. Seng | ۲۷ ژوئن ۲۰۲۰   |
| ۲۵      | ۷          | «بینابین زمان» "Zwischen der Zeit"    | باران بو اودار | یانتیه فریز                | ۲۷ ژوئن ۲۰۲۰   |
| ۲۶      | ۸          | «بهشت» "Das Paradies"                 | باران بو اودار | یانتیه فریز                | ۲۷ ژوئن ۲۰۲۰   |

## تولید
در فوریهٔ ۲۰۱۶، نتفلیکس خبر از ساخت یک فصل داد که ۱۰ قسمت را شامل می‌شودو مشخص شد که هر قسمت حدود یک ساعت طول خواهد کشید. فیلمبرداری در ۱۸ اکتبر سال ۲۰۱۶ در برلین و اطراف آن آغاز شد و در ماه مارس ۲۰۱۷ پایان یافت. این سریال با رزولوشن 4k فیلمبرداری شد.

## جوایز
این سریال در سه بخش برای جوایز تلویزیونی گلدن کمرا ۲۰۱۸ نامزد شد.
1. بهترین سریال.
2. بهترین بازیگر زن: کارولینه ایخورن در نقش شارلوت داپلر.
3. بهترین بازیگر: اولیور مازوچی در نقش اولریک نیلسن.

هیچ‌کدام از این نامزدها به جوایز منتهی نشد، اما «لوئیس هوفمان» بازیگر نفش «یوناس کانوالد» جایزه «بهترین تازه‌وارد» را دریافت کرد. در اوت ۲۰۱۸ این سریال در بخش بهترین نمایش تلویزیونی جایزه برزیلی بریک تودو اواردز ۲۰۱۸ را دریافت کرد و بازیگر لوئیس هوفمان در رده «بازیگر بین‌المللی» نامزد شد.